# Sportovní lezení na zimních armádních světových hrách

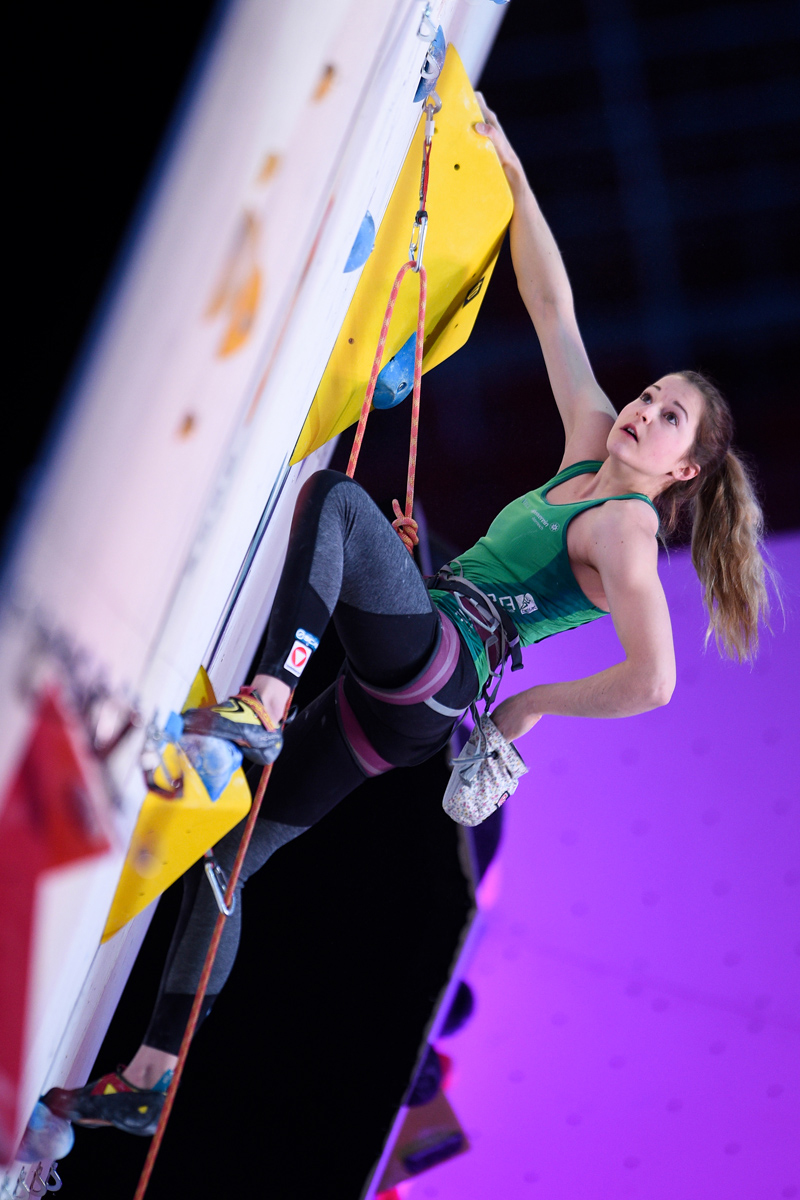
Jessica Pilz, vítězka zimních armádních světových her 2017
v lezení na obtížnost

Sportovní lezení na zimních armádních světových hrách (anglicky: Sport climbing at the Winter Military World Games) bylo poprvé v roce 2010, kdy začaly také zimní armádní světové hry a dále následně každé tři roky a od roku 2017 každoročně. Mezi finalisty se objevují jména finalistů světového poháru ve sportovním lezení a mistrovství světa i Evropy.
Armádní světové hry pořádá International Military Sports Council (CISM), zimní od roku 2010. Další sporty jsou také na letních armádních světových hrách (zde získali medaile i čeští závodníci), které se konají nepřetržitě jednou za čtyři roky od prvního ročníku 1995 v Římě.

## Přehled mistrovství
| Poř. | Rok  | Místo       | Datum                       | Disciplíny | Disciplíny | Disciplíny | Disciplíny | Závodníci | Země | Web                                                                 | Odkazy                                                               |
| ---- | ---- | ----------- | --------------------------- | ---------- | ---------- | ---------- | ---------- | --------- | ---- | ------------------------------------------------------------------- | -------------------------------------------------------------------- |
| Poř. | Rok  | Místo       | Datum                       | počet      | obtížnost  | rychlost   | bouldering | Závodníci | Země | Web                                                                 | Odkazy                                                               |
| I.   | 2010 | Údolí Aosty | 20.-25. března              | 1          | •          |            |            |           |      | cismvda.it                                                          |                                                                      |
| II.  | 2013 | Annecy      | 27.-28. března              | 3          | •          | •          | •          |           |      | annecy2013.com                                                      |                                                                      |
| III. | 2017 | Soči        | 24.-27. února               | 3          | •          | ••         | •          |           |      | cismsochi2017.com/venues Archivováno 1. 7. 2017 na Wayback Machine. |                                                                      |
| IV.  | 2018 | Moskva      | 28. listopadu – 2. prosince | 3          | •          | ••         | •          |           |      | Milsport.one                                                        | IFSC: výsledky ZASH 2018 Archivováno 11. 7. 2019 na Wayback Machine. |

## Výsledky mužů a žen

### Obtížnost
| Rok  | Muži           | Muži              | Muži                 | Účast | Ženy                 | Ženy            | Ženy             |
| Rok  | zlato          | stříbro           | bronz                | Účast | zlato                | stříbro         | bronz            |
| ---- | -------------- | ----------------- | -------------------- | ----- | -------------------- | --------------- | ---------------- |
| 2010 | Klemen Bečan   | Kilian Fischhuber | Flavio Crespi        | x+x   | Maja Vidmar          | Martina Čufar   | Marion Poitevin  |
| 2013 | Klemen Bečan   | Markus Hoppe      | Benjamin Blaser      | x+x   | Jevgenija Malamidová | Mina Markovič   | Jana Čerešněvová |
| 2017 | Jakob Schubert | Domen Škofic      | Marcello Bombardi    | x+x   | Jessica Pilz         | Katharina Posch | Mina Markovič    |
| 2018 | Domen Škofic   | Nikolaj Michurov  | Dmitrij Šarafutdinov | 19+9  | Mina Markovič        | Katja Kadič     | Laura Stöckler   |

### Rychlost
- nestandardní (klasická) trať, od roku 2017 také standardní (rekordová) 15m trať

| Rok      | Muži              | Muži             | Muži                | Účast | Ženy                | Ženy                | Ženy                 |
| Rok      | zlato             | stříbro          | bronz               | Účast | zlato               | stříbro             | bronz                |
| -------- | ----------------- | ---------------- | ------------------- | ----- | ------------------- | ------------------- | -------------------- |
| 2013     | Benjamin Blaser   | Klemen Bečan     | Nikita Devjaterikov | x+x   | Jana Čerešněvová    | Alina Gajdamakinová | Jevgenija Malamidová |
| 2017     | Sergei Luzhetskii | Jakob Schubert   | Vadim Timonov       | x+x   | Anna Cyganovová     | Jessica Pilz        | Jevgenija Lapšinová  |
| standard | Sergei Luzhetskii | Leonardo Gontero | Vadim Timonov       | x+x   | Anna Cyganovová     | Aurélia Sarisson    | Darja Kanová         |
| 2018     | Alexandr Šikov    | Amir Maimuratov  | Artyom Devjaterikov | 19+11 | Jevgenija Lapšinová | Jelena Krasovská    | Taťjana Šemulinkina  |
| standard | Alexandr Šikov    | Amir Maimuratov  | Roman Kostyukov     | 10+7  | Anna Cyganovová     | Jelena Krasovská    | Laura Stöckler       |

### Bouldering
| Rok  | Muži           | Muži              | Muži            | Účast | Ženy             | Ženy                 | Ženy                |
| Rok  | zlato          | stříbro           | bronz           | Účast | zlato            | stříbro              | bronz               |
| ---- | -------------- | ----------------- | --------------- | ----- | ---------------- | -------------------- | ------------------- |
| 2013 | Jakob Schubert | Kilian Fischhuber | Klemen Bečan    | x+x   | Anna Stöhr       | Jevgenija Malamidová | Mina Markovič       |
| 2017 | Vadim Timonov  | Manuel Cornu      | Domen Škofic    | x+x   | Jessica Pilz     | Olga Yakovleva       | Mina Markovič       |
| 2018 | Alexej Rubcov  | Dominik Haertl    | Florian Klinger | 22+12 | Jelena Krasovská | Katja Kadič          | Jevgenija Lapšinová |

### Národní týmy
| Rok  | Země  | Země     | Země       | Celkem |
| Rok  | zlato | stříbro  | bronz      | Celkem |
| ---- | ----- | -------- | ---------- | ------ |
| 2018 | Rusko | Rakousko | Kazachstán | 7      |

## Nejúspěšnější medailisté

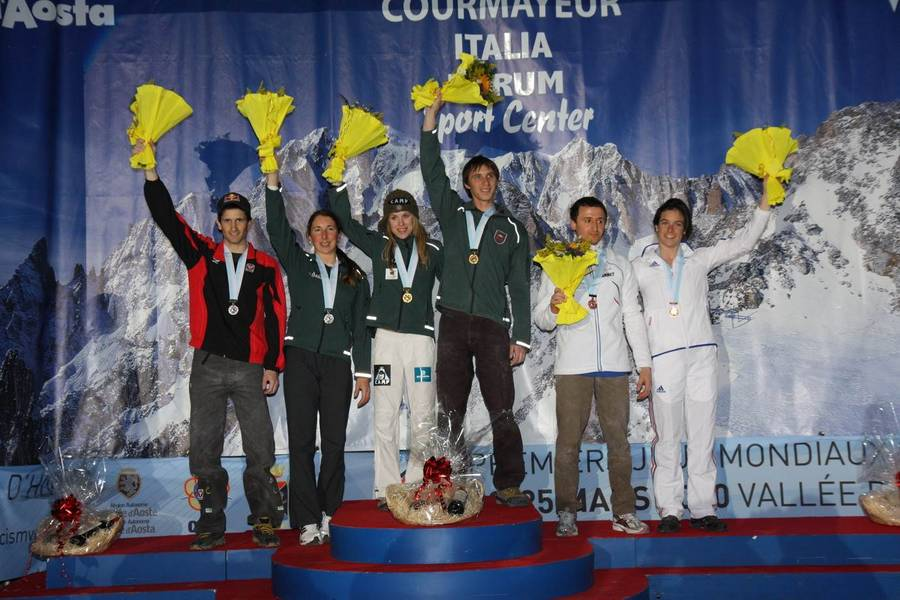
stupně vítězů na zimních armádních světových hrách 2010

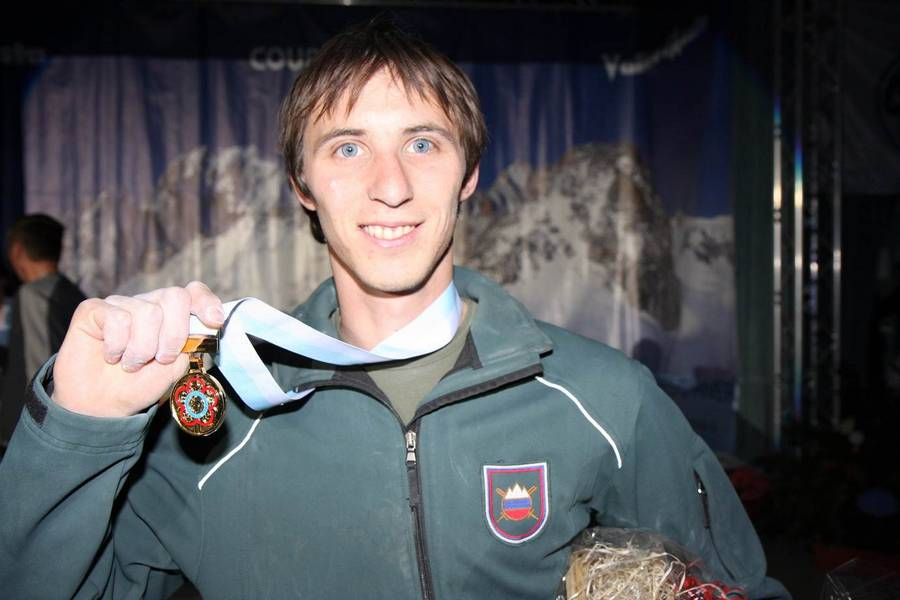
Klemen Bečan, vítěz v lezení na obtížnost na zimních armádních světových hrách 2010

### Muži
| Jméno          | Celkem | Zlato                         | Stříbro | Bronz   | Disciplíny                    | Období         |
| -------------- | ------ | ----------------------------- | ------- | ------- | ----------------------------- | -------------- |
| Klemen Bečan   | 4      | · -                           | - · -   | - · - · | obtížnost rychlost bouldering | 2010-2013 2013 |
| Jakob Schubert | 3      | · - ·                         | - · -   | -       | obtížnost rychlost bouldering | 2017 2013      |
| Alexandr Šikov | 2      | Zlatá medaile · Zlatá medaile | -       | -       | rychlost                      | 2018           |
| Vadim Timonov  | 3      | - ·                           | -       | · -     | rychlost bouldering           | 2017           |

### Ženy
| Jméno            | Celkem | Zlato                                         | Stříbro | Bronz                                                  | Disciplíny                    | Období    |
| ---------------- | ------ | --------------------------------------------- | ------- | ------------------------------------------------------ | ----------------------------- | --------- |
| Anna Cyganovová  | 3      | Zlatá medaile · Zlatá medaile · Zlatá medaile | -       | -                                                      | rychlost                      | 2017-2018 |
| Jessica Pilz     | 3      | · - ·                                         | - · -   | -                                                      | obtížnost rychlost bouldering | 2017      |
| Jelena Krasovská | 3      | - ·                                           | · -     | -                                                      | rychlost bouldering           | 2018-     |
| Mina Markovič    | 4      | -                                             | · -     | Bronzová medaile · Bronzová medaile · Bronzová medaile | obtížnost bouldering          | 2013-2017 |

### Medaile podle zemí
| Pořadí | Země       | 2010 | 2013 | 2017 | 2018 | Celkem |
| ------ | ---------- | ---- | ---- | ---- | ---- | ------ |
| 1.     | Rusko      |      | 6    | 10   | 12   | 28     |
| 2.     | Slovinsko  | 3    | 5    | 4    | 4    | 16     |
| 3.     | Rakousko   | 1    | 3    | 6    | 4    | 14     |
| 4.     | Itálie     | 2    |      | 2    | —    | 4      |
| 5.     | Švýcarsko  |      | 2    |      | 0    | 2      |
| 5.     | Francie    |      |      | 2    | —    | 2      |
| 7.     | Německo    |      | 1    |      | —    | 1      |
| 7.     | Kazachstán |      | 1    |      | 4    | 5      |
| 9.     | Španělsko  |      |      |      | 0    | 0      |
| 9.     | Maďarsko   |      |      |      | 0    | 0      |
| 10     | Celkem     | 6    | 18   | 24   | 24   | 72     |

### Vítězové podle zemí
| Pořadí | Země      | 2010 | 2013 | 2017 | 2018 | Celkem |
| ------ | --------- | ---- | ---- | ---- | ---- | ------ |
| 1.     | Rusko     |      | 2    | 5    | 6    | 13     |
| 2.     | Rakousko  |      | 2    | 3    | 0    | 5      |
| 3.     | Slovinsko | 2    | 1    | 0    | 2    | 5      |
| 4.     | Švýcarsko |      | 1    | 0    | 0    | 1      |
| 4      | Celkem    | 2    | 6    | 8    | 8    | 16     |